# Fakulteta za menedžment, ekonomijo in družbene vede v Kölnu
Fakulteta za menedžment, ekonomijo in družbene vede v Kölnu (nemško Wirtschafts- und Sozialwissenschaftliche Fakultät) je fakulteta, ki deluje v okviru Univerze v Kölnu in je bila ustanovljena leta 1919.

## Inštituti
- Raziskovalni inštitut za bančništvo in bančno pravo
- Raziskovalni inštitut za leasing
- Raziskovalni inštitut za energijsko gospodarstvo
- Raziskovalni inštitut za poklicno izobraževanje in obrtništvo
- Raziskovalni inštitut za socialno politiko
- Raziskovalni inštitut za finančne znanosti